# Deutsche Botschaft Kopenhagen

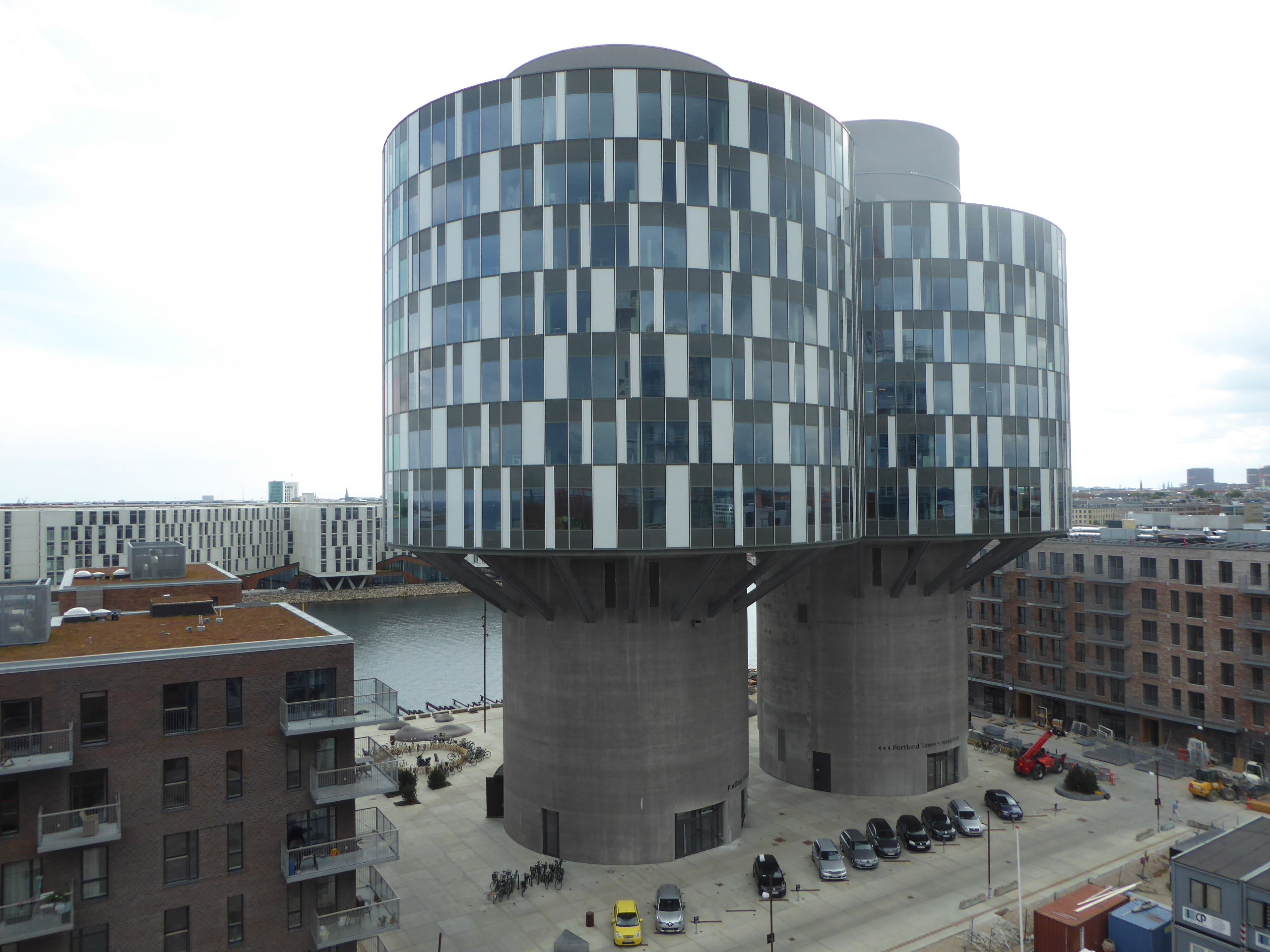
Portland Towers, seit 2018 Sitz der Botschaft Kopenhagen

Die Deutsche Botschaft Kopenhagen ist die diplomatische Vertretung der Bundesrepublik Deutschland im Königreich Dänemark. Sie ist auch für Grönland und die Färöer zuständig.

## Lage und Gebäude

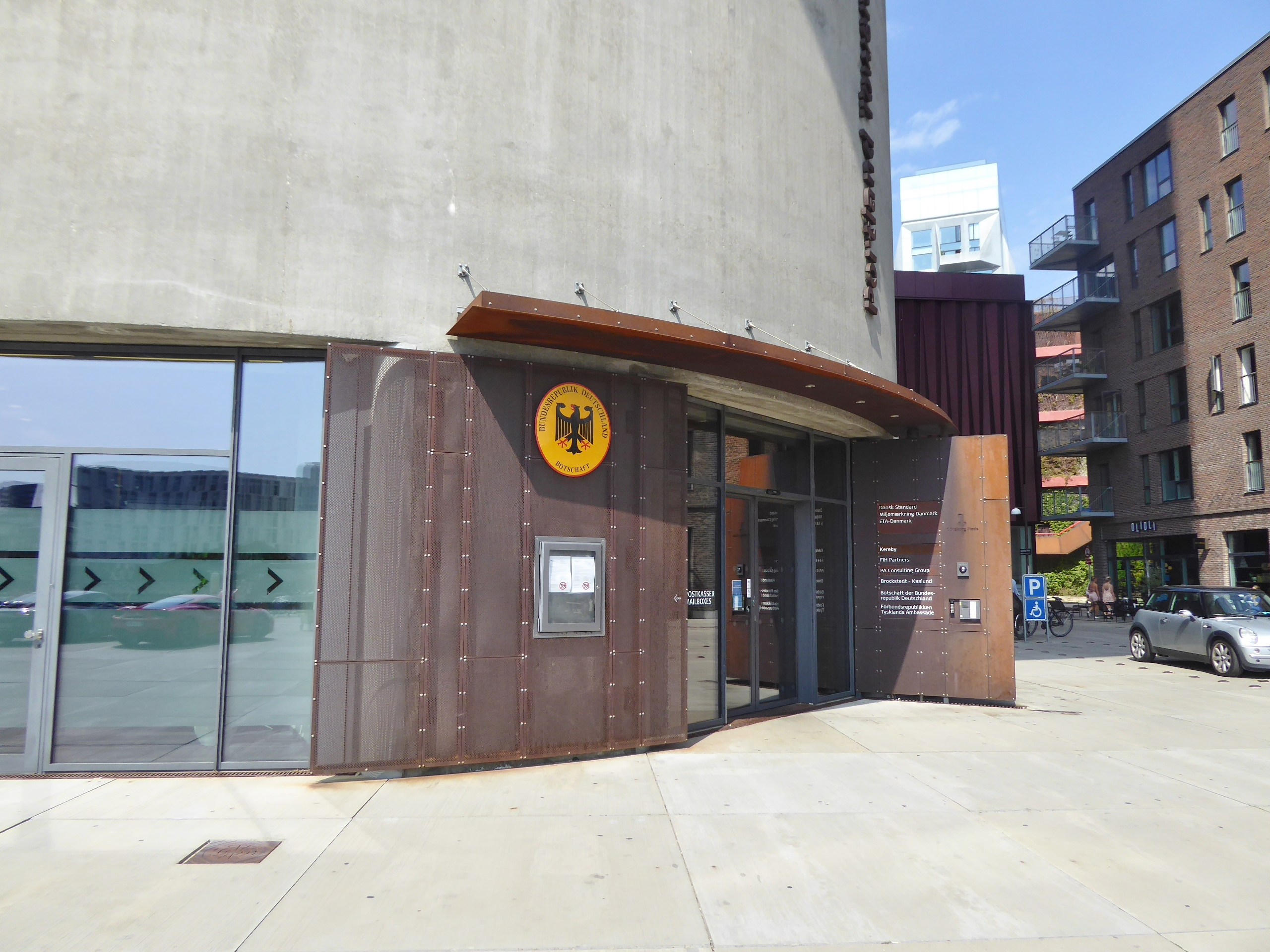
Eingang zur Botschaft Kopenhagen, Portland Towers

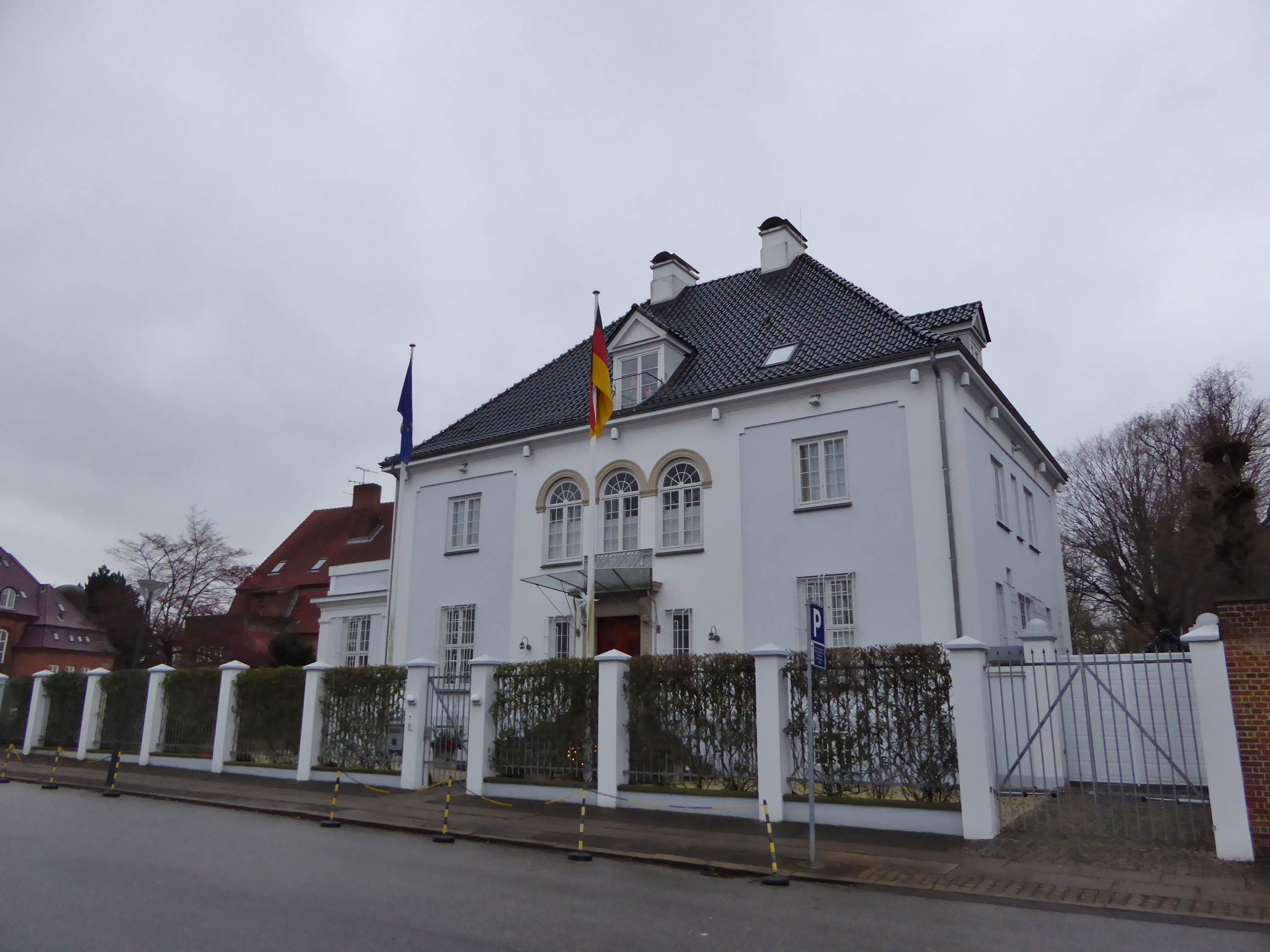
Residenz des Botschafters, Vestagervej 9

Die Kanzlei der Botschaft befindet sich im Stadtteil Nordhavn der dänischen Hauptstadt Kopenhagen. Sie ist seit 2018 in einem der Portland Towers untergebracht. Die Straßenadresse lautet: Göteborg Plads 1, 2150 Kopenhagen Nordhavn.
Das 5 km südlich gelegene Außenministerium ist in der Regel in einer Viertelstunde erreichbar. Zum rund 12 km südlich befindlichen Flughafen Kopenhagen-Kastrup ist mit einer Fahrtzeit von einer halben Stunde zu rechnen. Der DFDS-Fähranleger mit Verbindung nach Oslo (Norwegen) ist nur einen Kilometer entfernt.
Nach dem Zweiten Weltkrieg und der Besetzung Dänemarks durch das Deutsche Reich, die in Bezug auf die Botschaft stets mit dem Namen Georg Ferdinand Duckwitz verbunden ist, war die Kanzlei bis zum Jahr 2018 in einem früheren großen Wohnhaus in der Stockholmsgade 57, Østerbro, untergebracht. Das Gebäude war sanierungsbedürftig. Das Auswärtige Amt entschied, von einer umfangreichen Baumaßnahme am alten Standort abzusehen und mietete eine Etage in den Portland Towers an.
Die Residenz des Botschafters befindet sich nach wie vor in einer repräsentativen Villa im nördlich gelegenen Vorort Hellerup, Vestagervej 9. Dort befand sich bis zum Jahr 1990 in sehr naher Nachbarschaft auch die Botschaft der DDR, Svanemøllevej 48, deren Rolle im Kalten Krieg Jahre später in dänischen Medien diskutiert wurde. Das frühere DDR-Botschaftsgebäude beherbergte später die Botschaft des Iran.

## Auftrag und Organisation
Die Deutsche Botschaft Kopenhagen hat den Auftrag, die deutsch-dänischen Beziehungen zu pflegen, die deutschen Interessen gegenüber der Regierung von Dänemark zu vertreten und die Bundesregierung über Entwicklungen in Dänemark zu unterrichten.
In der Botschaft werden die Sachgebiete Politik, Wirtschaft, Kultur und Presse bearbeitet. Es besteht ein von einem Oberstleutnant i. G. geleiteter Militärattachéstab.
Das Referat für Rechts- und Konsularaufgaben der Botschaft bietet deutschen Staatsangehörigen alle konsularischen Dienstleistungen und Hilfe in Notfällen an. Es besteht ein telefonischer Rufbereitschaftsdienst. Der konsularische Amtsbezirk der Botschaft umfasst ganz Dänemark einschließlich Grönland und Färöer. Die Visastelle erteilt Einreiseerlaubnisse für in Dänemark ansässige Staatsangehörige dritter Länder.
Honorarkonsuln der Bundesrepublik Deutschland sind in Aalborg, Aarhus, Haderslev, Nuuk (Grönland), Odense, Rønne (Bornholm) und Tórshavn (Färöer) bestellt und ansässig.
In Apenrade bestand ein Generalkonsulat, das Ende der 1990er Jahre geschlossen wurde. Es widmete sich insbesondere den Angelegenheiten der deutschen Minderheit in Nordschleswig.

## Geschichte

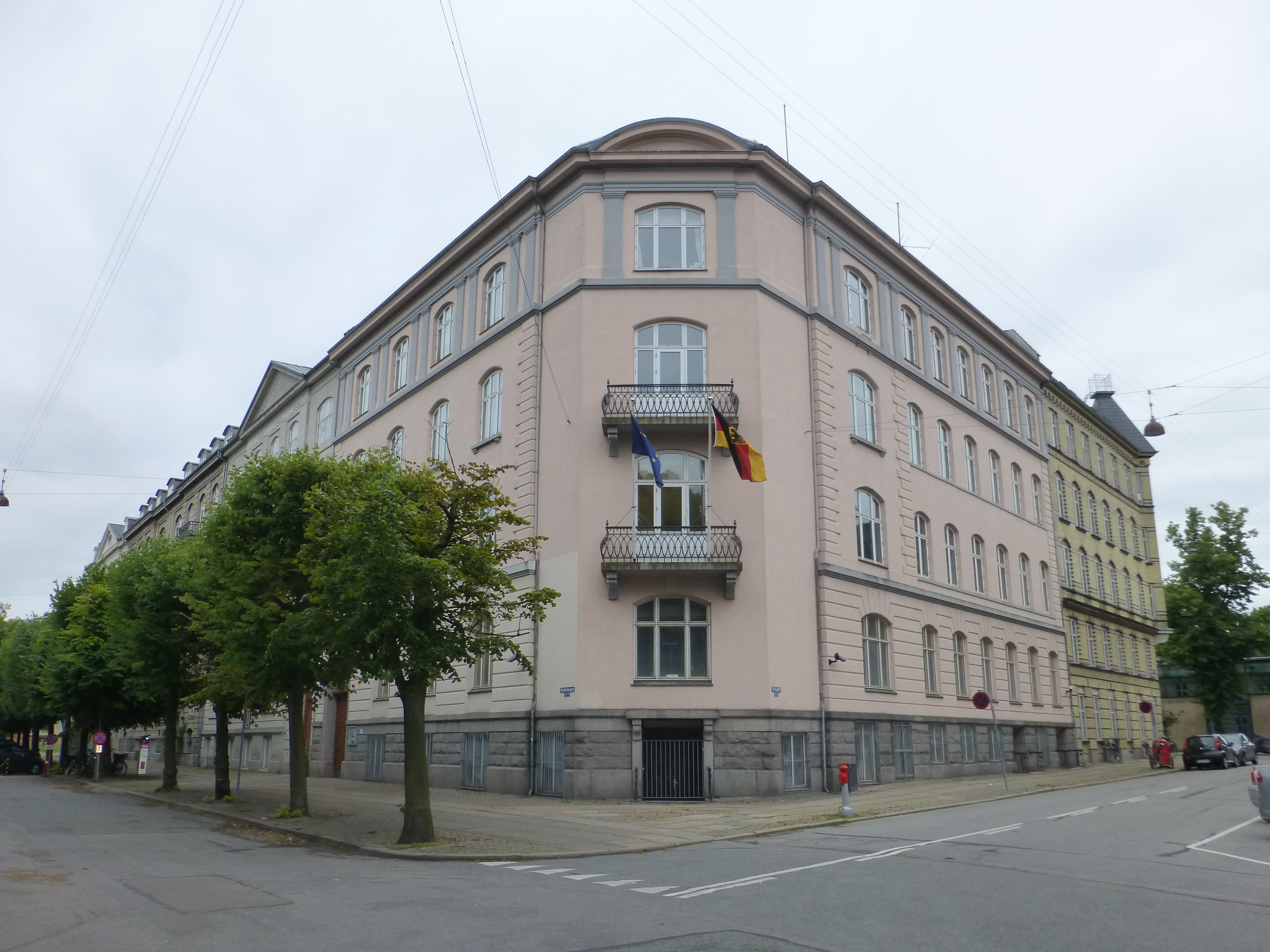
Frühere Kanzlei der Botschaft Kopenhagen, Stockholmsgade 57

Der Norddeutsche Bund und das Deutsche Reich hatten seit 1865 eine Gesandtschaft in Kopenhagen unterhalten. Die Bundesrepublik Deutschland eröffnete am 10. Januar 1951 ein Generalkonsulat, das am 27. Juni 1951 in eine Botschaft umgewandelt wurde.
Die DDR war von 1957 an mit einer Kammervertretung (Kammer für Außenhandel) in Kopenhagen präsent. Nach Aufnahme diplomatischer Beziehungen am 12. Januar 1973 eröffnete die DDR eine Botschaft, die mit dem Beitritt der DDR zur Bundesrepublik Deutschland im Jahr 1990 geschlossen wurde.